# Страна Лимония (альбом)
«Страна́ Лимо́ния» — дебютный альбом группы «Дюна», выпущенный в 1990 году лейблом «Метадиджитал».

## История создания
В 1988 году группу Дюна, исполнявшую первое время хард-рок покидают гитарист Дмитрий Четвергов, барабанщик Андрей Шатуновский и вокалист Андрей Рублёв. Оставшиеся Виктор Рыбин и Сергей Катин решают изменить стиль и сценический образ группы. В то время Сергей Катин написал шуточную песню «Страна Лимония», сыгравший немаловажную роль в становлении успеха коллектива.
6 января 1989 года в эфире популярной телепрограммы «Музыкальный лифт» появился видеоклип на песню «Страна Лимония». 12 следующих месяцев «Дюна» не пела ничего, кроме этого шлягера. В декабре того же года появились песни «Фирма» («Я не знаю круче слова…») и «Дай-дай!». На них, а также на «лимонный» хит «Дюна» сняла по настоящему клипу.
В 1990 году «Страну Лимонию» взяли в программу «Песня года». Фирма «Метадиджитал» выпустила виниловую пластинку (45 об/мин) «Страна Лимония», в которую вошли 8 песен.
В 1991 году альбом был переиздан. К восьми прежним песням добавилось четыре новых, в том числе провокационная «Привет с Большого Бодуна». У некоторых песен сменилось название (например, песня «Шизофрениада» значилась на новом альбоме под названием «Храбрый Пятачок»).

## Список композиций
Музыка и слова — Сергей Катин
Издание 1991 года («Метадиджитал»)
1. Шизофрениада (5:41)
2. Копилка (3:41)
3. Фирма (4:18)
4. Дай-дай (2:55)
5. Страна Лимония (3:39)
6. Русский Народ (4:50)
7. Долгопа — Ломбада (3:47)
8. Пижон (3:43)
9. Пой, деревня (дуэт с Еленой Рурман) (3:40)

Издание 1991 года («Союз»)
магнитоальбом студии «СОЮЗ»
1. Привет с Большого Бодуна
2. Винни-Пух
3. Страна Лимония
4. Папа с мамой
5. Пой, деревня
6. Коммерсант
7. Дай-дай
8. Блонда (Ох-ох)
9. Пижон (Восток — Алтай)
10. Копилка
11. Долгопа — ламбада
12. Русский народ

## Музыканты
согласно официальному сайту:
- Сергей Катин — вокал, бас-гитара, клавишные
- Виктор Рыбин — вокал, ударные
- Валерий Жуков — вокал, компьютер
- Альберт Романов — вокал, гитара, гармонь